# Gagea chlorantha
Gagea chlorantha là một loài thực vật có hoa trong họ Liliaceae. Loài này được (M.Bieb.) Schult. & Schult.f. miêu tả khoa học đầu tiên năm 1829.